# はっきり言ってよ
「はっきり言ってよ」（はっきりいってよ、Say It Isn't So）は、アーヴィング・バーリンが作詞作曲し、1932年に複数の楽団などによって共作として発表されたポピュラー音楽の楽曲。ジョージ・オルセンと彼の楽団の1932年のバージョンが、チャートの首位に立った。

## おもなカバー
この曲は数多くのアーティストたちに、何回も録音されてきた。おもなものは、以下の通り。
- コニー・ボズウェル（1932年）- チャートで10位まで上昇した[2]。
- レイトン&ジョンストン（英語版）（1932年、Columbia DB982）
- アレサ・フランクリン （1962年）- アルバム『Laughing on the Outside』：後に、コンピレーション・アルバム『グレイト・アメリカン・ソングブック』（2011年）にも収録[3]
- ビリー・ホリデイ（2010年）- ボックスセット『Lady Sings the Blues』
- ステイシー・ケント（英語版）（2003年）- アルバム『The Boy Next Door』
- テディ・キング（2008年）- アルバム『Round Midnight』
- ジュリー・ロンドン（1955年）- アルバム『Julie Is Her Name』
- ダイナ・ワシントン（1956年）- アルバム『In the Land of Hi-Fi』
- オジー・ネルソン（英語版）と彼の楽団（1932年）- チャートで8位まで上昇した[4]
- アンディ・ウィリアムス（1959年）- アルバム『Lonely Street』
- ルーシー・モーンダー（英語版）（2012年）- アルバム『Songs in the Key of Black』[5]。